# Oxyopes chittrae
Oxyopes chittrae là một loài nhện trong họ Oxyopidae.
Loài này thuộc chi Oxyopes. Oxyopes chittrae được Benoy Krishna Tikader miêu tả năm 1965.